# Pazo de Lanzós
El Pazo de Lanzós es una casa grande situada en la calle Lanzós de Betanzos, frente a la iglesia de Santiago. Actualmente es un establecimiento de hostelería.

## Descripción
Fue construido en el siglo XVII, entre 1620 y 1625. En la fachada hay un balcón alargado sujeto por tres canzorros de madera. Tiene puerta principal recta, que remata un frontón partido por el blasón del primer conde de Maceda.
El edificio mantiene su estructura original, con pequeñas modificaciones. En la torre, llamada torre de Lanzós, sustituyeron las almenas por un tejado, taponaron las saeteras y abrieron nuevos vanos. El muro de tapia está recubierto de cemento.